# Лопухин, Дмитрий Ардалионович
Дми́трий Ардалио́нович Лопухи́н (1730—1813) — российский государственный деятель. Московский вице-губернатор (1798—1799), калужский губернатор (1799—1802). Вошёл в историю так называемым «делом Лопухина» (1802) — одним из крупнейших коррупционных дел России начала XIX века, которое по прямому указанию Александра I расследовал Гавриил Державин.
Основатель усадьбы Звизжи в Калужской губернии.

## Биография

### Происхождение и семья
Принадлежал к XX колену дворянского рода Лопухиных.
- Родители:
  - Отец — Ардалион Гаврилович Лопухин, калужский помещик, владелец имений в Мещовском и Жиздринском уездах.
  - Мать — Надежда Фёдоровна Лопухина (урождённая княжна Волконская).
- Братья и сестра:
  - Николай Ардалионови Лопухин (1755—1829).[1]
  - Фёдор Ардалионович Лопухин (ум. 1821).[1]
  - Анна Ардалионовна Рокотова (урождённая Лопухина).[1]
- Жена — Мария Александровна Лопухина (урождённая графиня Шереметева, 1763—1829), дочь Александра Владимировича Шереметева и Марфы Гавриловны Воейковой.[1]

### До калужского губернаторства
В 1798—1799 годах был московским вице-губернатором.

### «Дело Лопухина»
23 декабря 1799 года Лопухин был назначен калужским губернатором. Он продолжил работу по перепланировке и реконструкции Калуги по утверждённому Екатериной II плану города. При Лопухине велось строительство корпусов Гостиного двора, Троицкого собора и обновление построек Лаврентьевского монастыря.
Однако, в историю Лопухин вошёл как один из самых известных коррупционеров России начала XIX века, дело которого расследовал Гавриил Державин.
Расследование выявило следующие противозаконные и антиобщественные действия Лопухина:
Лопухин обвинил Ивана Николаевича Гончарова (брата владельца Полотняного Завода А. Н. Гончарова) в том, что в его доме происходит незаконная карточная игра, и, грозя ему ссылкой в Сибирь, заставил Гончарова уничтожить вексель на 20 000 рублей, которые Лопухин был должен Гончарову. Кроме того, 3000 рублей Лопухин взял у Гончарова «взаймы».
Помещик Хитрово убил своего брата с помощью наёмного убийцы, но убийца откупился от Лопухина взяткой 75 000 рублей и был отпущен.
У помещицы Хвостовой Лопухин отнял имение в пользу городничего Батурина.
С калужан брали «излишние поборы на содержание полиции и отягощали их отводом квартир по произволу для таких лиц, которым, по закону, не следовало».
Склонный к пьянству, после вечерних кутежей Лопухин гулял по Калуге в сопровождении свиты и бросал в окна домов камни. Во время одной из таких прогулок Лопухин разбил окна в доме заводчика Демидова, владельца дугнинского и людиновского чугуноплавильных заводов. Жалоба Демидова Александру I была одной из первых жалоб на Лопухина, приведших императора к решению начать расследование деятельности калужского губернатора.
Многочисленные жалобы калужан в конечном счёте были подкреплены обобщающей жалобой Александру I городского головы Ивана Ивановича Борисова.
Александр I поручил расследовать деятельность Лопухина сенатору Гавриилу Романовичу Державину, известному своей принципиальностью и неподкупностью. 25 декабря 1801 года император направил Державину следующее особое распоряжение:
По секрету. Господину действительному тайному советнику Державину. Вы отправляетесь под видом отпуска вашего в Калужскую губернию; но в самом деле поручаются вам от меня изветы, частью от безымянного известителя, а частью от таких людей, которые открытыми быть не желают; вы усмотрите из них весьма важные злоупотребления, чинимые той губернии губернатором Лопухиным и его соучастниками...

5 января 1802 года Державин как частное лицо отправился из Санкт-Петербурга в Калугу. Заехав по пути в Москву, он получил от В. Н. Каразина «нарочито важные бумаги» по делу Лопухина. 17 января Державин приехал в Калугу инкогнито и остановился в доме калужского городского головы И. И. Борисова, «человека честного и великую доверенность в городе имеющего».
Изучив обстоятельства дела на месте, Державин направил Александру I донесение о результатах ревизии и явился в губернское правление с объявлением своей миссии губернатору. 15 февраля специальный курьер доставил Державину указ императора об отстранении Лопухина от должности губернатора и передачи его полномочий вице-губернатору. Вместе с указом Державин получил императорский рескрипт о доносе Лопухина, в котором последний обвинял Державина в применении пыток в ходе следствия и в гибели на допросе у Державина И. Н. Гончарова.
26 февраля Державин выехал из Калуги и сразу по прибытии в Санкт-Петербург настоял на создании особого комитета для рассмотрения итогов ревизии и жалобы на него Лопухина. По приказанию Александра I в комитет вошли А. Р. Воронцов, В. А. Зубов, Н. П. Румянцев и сам Державин — «для объяснения в случае каких неясностей». В результате четырёхмесячной работы комитет полностью оправдал Державина, признав все доносы на него ложными, и подтвердил обвинения против Лопухина. Всего было доказано 34 «уголовных и притеснительных» дела, в том числе покрытие убийства, отнятие собственности, тиранство и взяточничество. Кроме этого, было доказано множество мелких дел, «изъявляющих развращенные нравы, буйство и неблагопристойные поступки губернатора, как-то: что напивался пьяным и выбивал по улицам окна, ездил в губернском правлении на раздьяконе верхом, привел в публичное дворянское собрание в торжественный день зазорного поведения девку, и тому подобное, каковых paспутных дел открылось 12, да беспорядков по течению дел около ста».
16 августа 1802 года Сенат по итогам ревизии издал два указа — «О непреступлении губернаторами пределов власти» и «О воспрещении гражданским палатам принимать и рассматривать частные жалобы». Сенатское дело Лопухина № 742 от 19 августа 1802 года содержало около 200 страниц. По результатам дела Александр I издал указ, в котором говорилось:
Губернатора Лопухина, ныне же отреша от должности, приказать ему явиться в Сенате, где, взяв с него по вышеописанным и прочим, касающимся до него делам, надлежащие ответы, судить по законам.

Вместе с Лопухиным был отстранён от должности губернский прокурор Чаплин, бывший в курсе всех злоупотреблений Лопухина, а городничий Батурин и секретарь Гужев были отданы под суд.
23 марта 1805 года на Высочайшее усмотрение было передано мнение сената по делу калужского губернатора, в котором князья Сибирский, Горчаков, Мясоедов, Нелединский-Мелецкий и Дмитриев-Мамонов, считали Лопухина правым и невинно оклеветанным.
Судебный процесс по делу Лопухина продолжался семнадцать лет и завершился через шесть лет после его смерти. Решение Сената от 28 января 1819 года гласило:
…По исследованию каждого из дел, до бывшего калужского губернатора Лопухина касающихся, ни в одном из них не усматривается умышленных злоупотреблений власти, ему вверенной, и не находится доказательств на заключающиеся в изветах на него поданных преступления, то, освободив его от суда, во всех сих обвинениях посчитать оправданным <…> Не определять его Лопухина к должностям.

### Лопухин после «дела Лопухина»
О жизни Лопухина после отстранения от должности калужского губернатора почти ничего не известно. Сохранилась запись московского генерал-губернатора Ростопчина:
Калужской истории конца до сих пор нет. Лопухин, бывший губернатор, живёт очень весело в Петербурге…